# العلاقات البليزية السيراليونية
العلاقات البليزية السيراليونية هي العلاقات الثنائية التي تجمع بين بليز وسيراليون.

## مقارنة بين البلدين
هذه مقارنة عامة ومرجعية للدولتين:
| وجه المقارنة                                              | بليز         | سيراليون       |
| --------------------------------------------------------- | ------------ | -------------- |
| المساحة (كم2)                                             | 22.97 ألف    | 71.74 ألف      |
| عدد السكان (نسمة)                                         | 374.68 ألف   | 7.56 مليون     |
| الكثافة السكانية (ن./كم²)                                 | 16.31        | 105.38         |
| العاصمة                                                   | بلموبان      | فريتاون        |
| اللغة الرسمية                                             | لغة إنجليزية | لغة إنجليزية   |
| العملة                                                    | دولار بليزي  | ليون سيراليوني |
| الناتج المحلي الإجمالي (بليون دولار)                      | 1.84 مليار   | 3.77 مليار     |
| الناتج المحلي الإجمالي (تعادل القوة الشرائية) بليون دولار | 3.05 مليار   | 10.13 مليار    |
| الناتج المحلي الإجمالي الاسمي للفرد دولار أمريكي          | 4.88 ألف     | 653            |
| الناتج المحلي الإجمالي للفرد دولار أمريكي                 | 8.42 ألف     | 1.97 ألف       |
| مؤشر التنمية البشرية                                      | 0.715        | 0.413          |
| رمز المكالمات الدولي                                      | +501         | +232           |
| رمز الإنترنت                                              | .bz          | .sl            |
| المنطقة الزمنية                                           | 00           | 00             |

## منظمات دولية مشتركة
يشترك البلدان في عضوية مجموعة من المنظمات الدولية، منها:
| علم المنظمة | اسم المنظمة                                 | تاريخ انضمام بليز | تاريخ انضمام سيراليون |
| ----------- | ------------------------------------------- | ----------------- | --------------------- |
|             | مؤسسة التنمية الدولية                       | 19 مارس 1982      | 13 نوفمبر 1962        |
|             | يونسكو                                      | 10 مايو 1982      | 28 مارس 1962          |
|             | مؤسسة التمويل الدولية                       | 19 مارس 1982      | 10 سبتمبر 1962        |
|             | منظمة حظر الأسلحة الكيميائية                | ?                 | ?                     |
|             | الأمم المتحدة                               | 25 سبتمبر 1981    | 27 سبتمبر 1961        |
|             | الاتحاد الدولي للاتصالات                    | 16 ديسمبر 1981    | 30 ديسمبر 1961        |
|             | منظمة الشرطة الجنائية الدولية               | ?                 | ?                     |
|             | البنك الدولي للإنشاء والتعمير               | 19 مارس 1982      | 10 سبتمبر 1962        |
|             | الاتحاد البريدي العالمي                     | ?                 | ?                     |
|             | مجموعة دول أفريقيا والكاريبي والمحيط الهادئ | ?                 | ?                     |
|             | وكالة ضمان الاستثمار متعدد الأطراف          | 29 يونيو 1992     | 20 يونيو 1996         |
|             | منظمة التجارة العالمية                      | ?                 | ?                     |
|             | دول الكومنولث                               | ?                 | 1961                  |

## وصلات خارجية
- موقع وزارة الخارجية البليزية